# Pedro Henrique Alves Santana
Pedro Henrique Alves Santana (* 31. Januar 2001 in Maceió), auch einfach nur Pedro Henrique genannt, ist ein brasilianischer Fußballspieler.

## Karriere
Pedro Henrique erlernte das Fußballspielen in der Jugendmannschaft von Internacional Porto Alegre. Hier unterschrieb er im Juli 2020 auch seinen ersten Profivertrag. Der Verein aus Porto Alegre spielte in der ersten brasilianischen Liga, der Série A. Sein Debüt in der Série A gab er am 13. September 2020 im Auswärtsspiel gegen den Goiás EC. Hier stand er in der Startelf und wurde in der 68. Minute gegen den Rodrigo Lindoso ausgewechselt. Goiás gewann das Spiel mit 1:0.